# Cornelis Iprenburg
Cornelis Iprenburg (Renkum, 3 februari 1922 - Wageningen, 27 oktober 1943) was een Nederlandse collaborateur in de Tweede Wereldoorlog. Hij zat achter het verraad van een verzetsgroep in Wageningen en een aantal verzetsmensen in Drachten. Dit was reden voor het verzet om hem te liquideren. Naar aanleiding van deze aanslag werd de arts Jan Boes vermoord.

## Levensloop
Iprenburg werkte in de Tweede Wereldoorlog als informant voor de Sicherheitsdienst in Arnhem. Hij werkte nauw samen met de Wageningse NSB-politiecommissaris Willem Marinus Versteeg. Hij infiltreerde in de Wageningse afdeling van de Ordedienst. Op 5 mei 1943 werden Marinus Hovestad, Johannes Post, Johannes Sachteleben, Gabriël Smit en Hendrik Jan Timmer aangehouden. Zij kwamen terecht in een concentratiekamp in Duitsland waar Post en Smit de oorlog niet overleefden.
Na het oprollen van de groep week Iprenburg uit naar het Friese Drachten. Hij deed zich voor als onderduiker en meldde zich bij een plaatselijk lid van de Landelijke Organisatie voor Hulp aan Onderduikers. Iprenburg kwam in contact met een van de plaatselijke leiders van de LO die kort daarna met verschillende medewerkers werd gearresteerd. Het kostte de man zijn leven.
Iprenburg dook af en toe weer op in zijn woonplaats Wageningen. De staf van de Ordedienst daar ontving vanuit Drachten bericht dat hij waarschijnlijk een verrader was. Iprenburg werd gevolgd door leden van het verzet. Zij zagen hem Duitse adressen bezoeken in Arnhem en Amersfoort. Hij zou ook een gevaar vormen voor onderduikadressen in Heelsum en Wolfheze. Daarop besloot het verzet in Wageningen dat Iprenburg onschadelijk moest worden gemaakt. De OD'er Jan Kleyn schoot Iprenburg 21 oktober 1943 om tien uur in de ochtend neer in de Kapelstraat in Wageningen. Iprenburg overleefde de aanslag en herkende de schutter. Kleyn dook onder in Nijmegen, zijn vrouw en haar zus werden tot de bevrijding van Noord-Brabant in Kamp Vught vastgehouden, waar Kleyns vrouw beviel van een dochter. 
De Wageningse leiding van het verzet overlegde wat hun nu te doen stond. In overleg met Jan Boes, de arts die Iprenburg had geopereerd na de mislukte aanslag, werd besloten om een nieuwe poging te wagen voordat Iprenburg het ziekenhuis verliet. Boes koos een avond uit waarop er weinig personeel aanwezig was en maakte een tekening van de kamer. Henk Sijnja was commandant geweest van de groep die door toedoen van Iprenburg was verraden en bood zich aan om het vonnis te voltrekken. Kort voor de tweede aanslag op 27 oktober 1943 had Iprenburg nog familie op bezoek.
Sijnja vertrok die avond samen met Bob Mebius bij het Wageningse hoofd van de Ordedienst Cornelis Doekes aan de Lawickse Allee. Hij droeg een armband met hakenkruis en uniformachtige kleding. Sijnja had zijn pistool in een grote bos bloemen verstopt. Sijnja schoot meteen toen hij de kamer binnenkwam. Bij een tweede schot haperde het pistool, maar dat maakte niet meer uit aangezien Iprenburg dodelijk getroffen was. Hij wist de toegesnelde politie nog wel te vertellen dat het niet om dezelfde schutter ging als de eerste keer, voordat hij overleed. Sijnja vluchtte naar buiten waar Mebius met een extra fiets klaar stond.

### Moord op Jan Boes
De Sicherheitsdienst verdacht Jan Boes van betrokkenheid bij de aanslag. Hij werd de volgende dag opgeroepen voor verhoor bij de SD'er Arno Huhn. Huhn had op dat moment al een repressaile in gang gezet. Toen Boes in de avond arriveerde bij zijn woning werd hij doodgeschoten door de Germaansche SS'ers Adolf de Man en Gerrit Jan Koopman. Zij vluchtten met dezelfde auto waarin Huhn naar aanleiding van de moord arriveerde. De moord was onderdeel van de Silbertanne Aktion, een codenaam voor een serie moordaanslagen en sluipmoorden die door Nederlandse SS'ers en Nederlandse Oostfrontveteranen werden uitgevoerd.